# Sindromul Donnai–Barrow
Sindromul Donnai-Barrow este o tulburare genetică descrisă pentru prima dată de Dian Donnai și Margaret Barrow în 1993. Este asociat cu LRP2. Este o tulburare moștenită (genetică) care afectează multe părți ale corpului.